# Vivid (álbum)
Vivid es el álbum debut de Living Colour, que fue lanzado el 3 de mayo de 1988. Previamente al lanzamiento del disco, Mick Jagger quedó impresionado con Living Colour en un show y, entonces, llevó a la banda a grabar un demo y ayudarlos a conseguir una discográfica. También, Jagger produjo dos temas del disco ("Glamour Boys" y "Which Way To America?").
 El disco, despliega fusiones del heavy metal con funk, jazz, hip-hop y soul. Se destaca su primer sencillo, "Cult Of Personality", que catapulta a la banda al platino en su primer trabajo, al número 6 de las listas americanas y por el que ganan su primer Grammy a la “Mejor Actuación de Hard Rock”. El potente funk metal con guiños de hip-hop se encuentra en "Funny Vibe" y "Memories Can't Wait" (tema de Talking Heads). Otros temas destacados, con potentes riffs, son "Middle Man", "Desperate People" y "Glamour Boys".
En 2002, Sony Music/Legacy Recordings reeditaron dicho álbum con los remixes de "Funny Vibe" y "What's Your Favorite Color? (Theme Song)", una versión de "Should I Stay or Should I Go", de The Clash y las versiones en 
vivo de "Middle Man" y "Cult of Personality" como Bonus Tracks.

## Lista de canciones
1. Cult of Personality (Vernon Reid/William Calhoun/Corey Glover/Muzz Skillings) - 4:53 (Incluye un sampler de la voz de Malcolm X).
2. I Want To Know (Vernon Reid) - 4:23
3. Middle Man (Vernon Reid/Corey Glover) - 3:46
4. Desperate People (Vernon Reid/William Calhoun/Corey Glover/Muzz Skillings) - 5:35
5. Open Letter (To A Landlord) (Vernon Reid/T.Morris) - 5:30
6. Funny Vibe (Vernon Reid) - 4:20
7. Memories Can't Wait (David Byrne/Jerry Harrison) - 4:30
8. Broken Hearts (Vernon Reid) - 4:48
9. Glamour Boys (Vernon Reid) - 3:39
10. What's Your Favorite Color? (Theme Song) (Vernon Reid/Corey Glover) - 1:41
11. Which Way To América? (Vernon Reid) - 3:40

## Personal
- Corey Glover - vocalista
- Vernon Reid - guitarra y coros
- Muzz Skillings - bajo y coros
- Will Calhoun - batería, percusión y coros

Con:
- Mick Jagger - coros en Glamour Boys; armónica en Broken Hearts
- La Familia Fowler (Bernard, Muriel, Wilfred) - coros en I Want To Know y Open Letter (To A Landlord)
- Chuck D y Flavor Flav de Public Enemy - comentarios sociales en Funny Vibe
- Jay Henry - reestructuración digital y re-ensamble.
- Dennis Diamond - vociferador en "Broken Hearts"

## Producción
- Producción: Ed Stasium, excepto Glamour Boys y Which Way To America, que son producidos por Mick Jagger.
- Grabación y mezcla: Ed Stasium y Paul Hamingson, excepto Glamour Boys y Which Way To America grabados por Ron Saint Germain.
- Ingenieros auxiliares: Danny Mormando, Debi Cornish, Stephen Immerwahr, Mike McMackin, Tom Durack y U. E. Nastasi.
- Masterización: Greg Calbi.